# Gothabilly
Gothabilly (às vezes hellbilly ) é um gênero musical influenciado pela subcultura rockabilly e gótica. O nome é uma palavra portmanteau que combina gótico e rockabilly, usado pela primeira vez pelos Cramps no final dos anos 1970 para descrever sua mistura sombria de rockabilly e punk rock. Desde então, o termo passou a descrever um estilo de moda influenciado pela moda gótica, visto no uso de sedas pretas, cetins, rendas e veludos, espartilhos, cartolas, joias antigas, PVC e couro.

## Características
Gothabilly é distintamente diferente em som de psychobilly, enquanto psychobilly funde rockabilly dos anos 1950 com punk rock dos anos 1970 em um som mais rápido e agressivo, gothabilly funde blues e rockabilly com piano gótico e guitarra, e é definido por ter tempos mais lentos e enfatizar o humor sobre a agressão.

## História
The Cramps foram creditados por cunhar o termo "gothabilly". O termo não foi popularizado até o lançamento de uma série de compilações internacionais de gothabilly lançadas pela Skully Records em meados da década de 1990.
Gothabilly é particularmente ativo na parte oeste dos Estados Unidos, com muitas das bandas de hoje originárias da Califórnia.